# Quimbaya cameliae
Quimbaya cameliae är en ringmaskart som först beskrevs av Wilhelm Michaelsen.  Quimbaya cameliae ingår som enda art i släktet Quimbaya och familjen Glossoscolecidae. Inga underarter finns listade i Catalogue of Life.